# Julião Bernardes
Julião Bernardes (João Joaquim Leão Repolho, Lapas, 5 de março de 1939) é o seu pseudónimo. Residiu desde 1975 em Monte Abraão, Queluz até 2021 e atualmente em Arruda dos Vinhos. Fez o curso dos liceus no Colégio Andrade Corvo, de Torres Novas, tendo ingressado na Escola do Exército (hoje Academia Militar) em1957, onde frequentou o Curso de Infantaria. Fez quatro comissões de serviço no Ultramar, de 1961 a 1974: Angola (1961–'63 e 1964–'66); Moçambique (1968–'70) e Guiné (1972–'74), foi condecorado, entre outras medalhas, com duas Cruzes de Guerra. Encontra-se reformado (Coronel).
O poeta Julião Bernardes surgiu na idade de 5 anos, em 4 de julho de 1944 de quando à pergunta: "O que queres ser quando fores grande" respondeu "Quero ser pedreiro". "Porquê?" "Quando o mundo acabar quero fazer outro". [Cf. Julião Bernardes in You Tube a partir de 20':37"].
Convidado para a Tertúlia Rio de Prata por Ulisses Duarte em 1994, tornou-se, até hoje, um ativo e organizado membro da Tertúlia que administra.

## Obra literária

### Poesia
Sombras de Pessoa(s), 1991, 2016 Segunda edição: Porto, Ed. Seda, 2016.
96 quadras em jeito de missão, 1991
O corpo na vertigem, 1999
Por dentro dos instantes, 2004
Ao redor da vida, 2008
Do corpo ao rosto, 2014
Ser pássaro,  2004
Vivências da juventude, 1999
Homenagem a Lapas : vivências da juventude ; seguido Da terra à boca, 2016

### Em volumes coletivos
Cântico em Honra de Miguel Torga,  1966
Viola Delta, 1996
Homenagem a Ferreira de Castro , 1998
Homenagem a Almeida Garrett,  1999
Antologia da poesia erótica, 1999
MILLENIUM: 77 vozes de poetas portugueses,  2002
Interlúdios Poéticos, Antologia Bilingue = Poetic Interludes, Trad. Maria Teresa Maia Carrilho, Emmanuel Sabino, Coord. Maria Manuela Rodrigues, Rev. René Garay, Lisboa, Ed. Universitária, 2003

#### Coautor
Junto com Rui Cacho, Quotidiano anotado; tudo é aparente, 2004, 2022
Tudo faz sentido, 2020
Um Grito de Gaivota, 1999, 2ª ed: Todos somos Pessoa, 2016

## Coordenador de antologias de poesia
Aquilégia, 2003
Homenagem a Teixeira de Pascoaes, 2004
Poetânea 4,  2006
Poetânea 5, 2006
Poetânea 6, 2007
Poetânea 6, Ana Briz... [et al.], coord. Julião Bernardes.  [s.l.], [s.n.], 2007.
Poetaneamente..., 2008
Florilégio de Natal, 2008
Florilégio de Natal, 2010
Antologia do Florilégio de Natal , 2011
A palavra é uma espada;  2013

## Colaboração documental
Ser semente e em fruto de si mesmo transformado; Homenagem e Tributo ao Poeta António Vera no Ano do seu Centenário, 2023

## Prefaciador
Chambel, Mafalda, Velejar por dentro dos sonhos, pref. Julião Bernardes, Sintra, Ed. Calidum, 2008.
Vera, Maria José, As transgressões do amor, pref. Julião Bernardes, Lisboa, Ed. Calçada das Letras, 2016.

## Tradutor
Soares, José Jorge, Esboços pessoanos, legendas de Joaquim Evónio, Ponte de Lima, Ceres Editora, 1994. 
Coelho, João Baptista, Mar-mundo: coroa de sonetos, pref. Ulisses Duarte. Lisboa, Universitária, 1998. 
Couto Viana, José Manuel,  António Cúcio, Victor Milheirão Um corpo de três; versão espanhola Julião Bernardes,  Lisboa, Ed. Vega, 1998. 
Duarte, Ulisses, O mar do nosso feitiço = El mar de nuestro hechizo = The spell of the limitless sea; trad. Julião Bernardes, Antónino Peres Campião, Lisboa, Universitária, 1998. 
Duarte, Ulisses, Palavras com Distância, edição bilingue Português/Castelhano, trad. Julião Bernardes, S. Mamede de Infesta, edium editores, 2010 
Vera, António, cursivo menor (101 poemas numerados), trad. Julião Bernardes, edición revista y corregida por Maria José Martins de Azevedo, Curitiba, Ed. Kotter, 2021.  
Vera,  António, Palabras con rostro, poesia, trad. Julião Bernardes, ed. rev. e corrigida Maria José Martins de Azevedo, Curitiba, Ed. Kotter, 2023. 

### Traduziu de Castelhano para Português
López Juan Delgado, Habitante del Bosque
López, Juan Delgado, El Sueño de una Noche de Ginebra.

## Revisor
Junça, José, Em busca de um país, revisão Julião Bernardes,  Figueira da Foz, Ed. Gresfoz, 2007.